# Zdziłowice Pierwsze
Zdziłowice Pierwsze – wieś w Polsce położona w województwie lubelskim, w powiecie janowskim, w gminie Godziszów.
W 2023 r. zmieniono typ miejscowości z część wsi Zdziłowice, na wieś.